# Michele Gazzara
Michele Gazzara (Syracuse, 27 september 1990) is een Italiaans wielrenner die tot 2018 reed voor Sangemini-MG.Kvis-Vega.

## Carrière
In 2010 won Gazzara de eerste etappe van de Ronde van de Aostavallei, een belangrijke Italiaans beloftenwedstrijd. De leiderstrui die hij daaraan overhield raakte hij een dag later kwijt aan Nikita Novikov.
Gazzara is met name actief in het Italiaanse amateurcircuit en de kleinere Italiaanse wedstrijden. In 2017 won hij voor de tweede maal de Giro del Medio Brenta.

## Overwinningen
2010
1e etappe Ronde van de Aostavallei
2011
Trofeo Città di San Vendemiano
2014
Trofeo Alcide Degasperi
2015
Giro del Medio Brenta
Trofeo Internazionale Bastianelli
2017
Giro del Medio Brenta
2018
1e etappe Ronde van Albanië
Eindklassement Ronde van Albanië

## Ploegen
- 2015 –  MG.Kvis-Vega
- 2016 –  Norda-MG.Kvis
- 2017 –  Sangemini-MG.Kvis
- 2018 –  Sangemini-MG.Kvis-Vega

Ciabocco · Colnaghi · Di Sante · Draperi · Gaffurini · Gazzara · Goffi · Marinozzi · Pucioni · Salvietti · Scartezzini · Tomassini · Totò · Viviani